# Будберг, Василий Васильевич
Барон Василий Васильевич Будберг (нем. Gotthard Wilhelm Freiherr von Budberg; 1766—1836) — русский военачальник, генерал-майор.

## Биография
Родился в 1766 году.
Дата вхождения в военную службу неизвестна.
С 26.06.1802 по 16.05.1803 — командир Новгородского мушкетерского полка.
С 16.05.1803 по 27.06.1807 — шеф Крымского мушкетерского полка.
Во время Отечественной войны 1812 года — полковник артиллерии. 26 августа 1812 года участвовал в Бородинском сражении и командовал 21-й лёгкой батареей Гренадерской дивизии, входившей в состав 8-го пехотного корпуса и был тяжело ранен.
После Отечественной войны — генерал-майор, комендант города Пернау (ныне Пярну, Эстония).
Умер в 1836 году.

## Награды
- Награждён орденом Св. Георгия 4-й степени (№ 1800; 9 сентября 1807).
- Также награждён другими орденами Российской империи.